# Le Camouflage
Pour plus de détails, voir Fiche technique et Distribution.
Le Camouflage (Barwy ochronne) est un film polonais réalisé par Krzysztof Zanussi, sorti en 1977.

## Fiche technique
- Titre original : Barwy ochronne
- Titre français : Le Camouflage
- Réalisation et scénario : Krzysztof Zanussi
- Direction artistique : Tadeusz Wybult
- Costumes : Anna B. Sheppard
- Photographie : Edward Klosinski
- Montage : Urszula Sliwinska
- Musique : Wojciech Kilar
- Pays d'origine : Pologne
- Format : Couleurs - 35 mm - 1,66:1 - Mono
- Genre : comédie dramatique
- Durée : 106 minutes
- Dates de sortie :
  - Pologne : 28 janvier 1977
  - France : 31 octobre 1979

## Distribution
- Piotr Garlicki : Jaroslaw Kruszynski
- Zbigniew Zapasiewicz : Jakub Szelestowski
- Christine Paul : Nelly Livington-Pawluk
- Mariusz Dmochowski : Vice Dean
- Wojciech Alaborski : Kiszewski
- Mieczysław Banasik : Jozef
- Krystyna Bigelmajer : Zofia
- Jadwiga Colonna-Walewska : Deanery Manager